# Луайет
Луайе́т (фр. Loyettes) — коммуна во Франции, находится в регионе Рона — Альпы. Департамент — Эн. Входит в состав кантона Ланьё. Округ коммуны — Белле.
Код INSEE коммуны — 01224.

## География
Коммуна расположена приблизительно в 410 км к юго-востоку от Парижа, в 29 км восточнее Лиона, в 50 км к югу от Бурк-ан-Бреса.
На юге коммуны протекает река Рона.

## Климат
Климат полуконтинентальный с холодной зимой и тёплым летом. Дожди бывают нечасто, в основном летом.

## Население
Население коммуны на 2010 год составляло 2645 человек.
| 1962 | 1968 | 1975 | 1982 | 1990 | 1999 | 2010 |
| ---- | ---- | ---- | ---- | ---- | ---- | ---- |
| 792  | 1001 | 1453 | 1713 | 2256 | 2331 | 2645 |

## Администрация
| Период | Период | Фамилия       | Партия | Примечания |
| ------ | ------ | ------------- | ------ | ---------- |
| 1999   | 2008   | Жорж Аа       |        |            |
| 2008   | 2014   | Жан-Пьер Гань |        |            |

## Экономика
В 2010 году среди 1701 человека трудоспособного возраста (15—64 лет) 1340 были экономически активными, 361 — неактивной (показатель активности — 78,8 %, в 1999 году было 73,2 %). Из 1340 активных жителей работали 1188 человек (636 мужчин и 552 женщины), безработных было 152 (74 мужчины и 78 женщин). Среди 361 неактивных 125 человек были учениками или студентами, 122 — пенсионерами, 114 были неактивными по другим причинам.

## Города-побратимы
- Луайер (Бельгия, с 1990)

## Фотогалерея

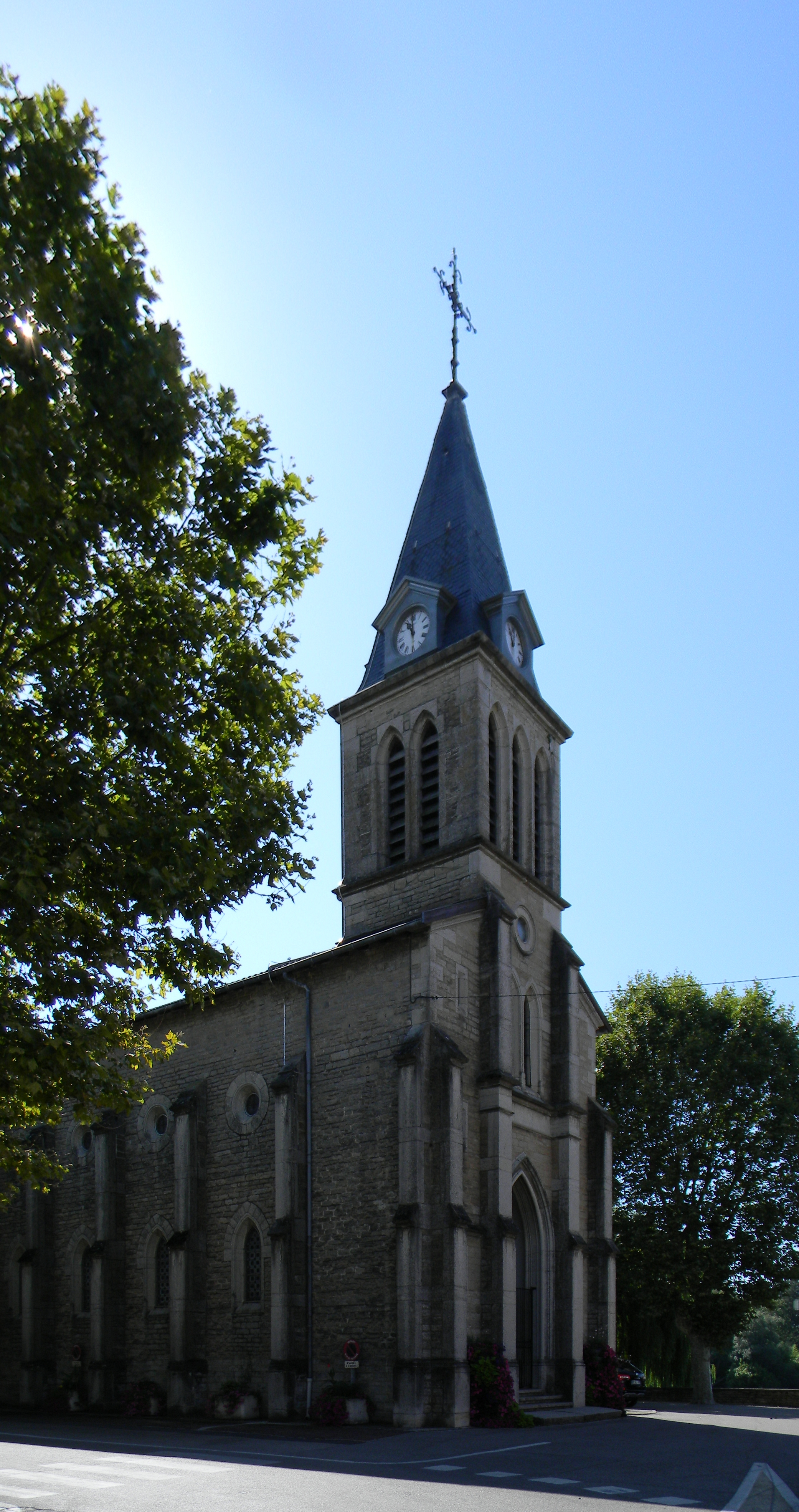
Церковь Св. Христофора
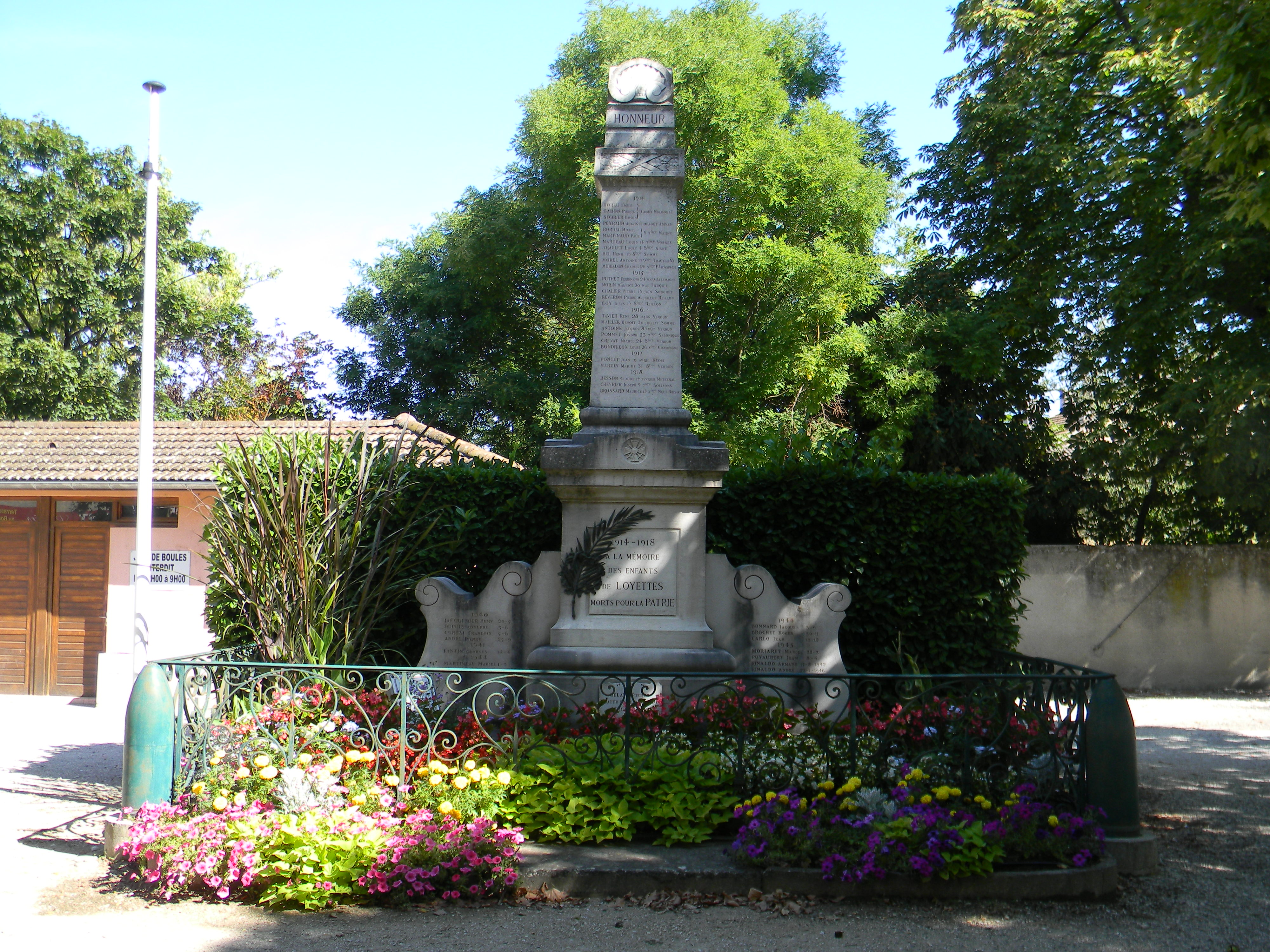
Военный мемориал
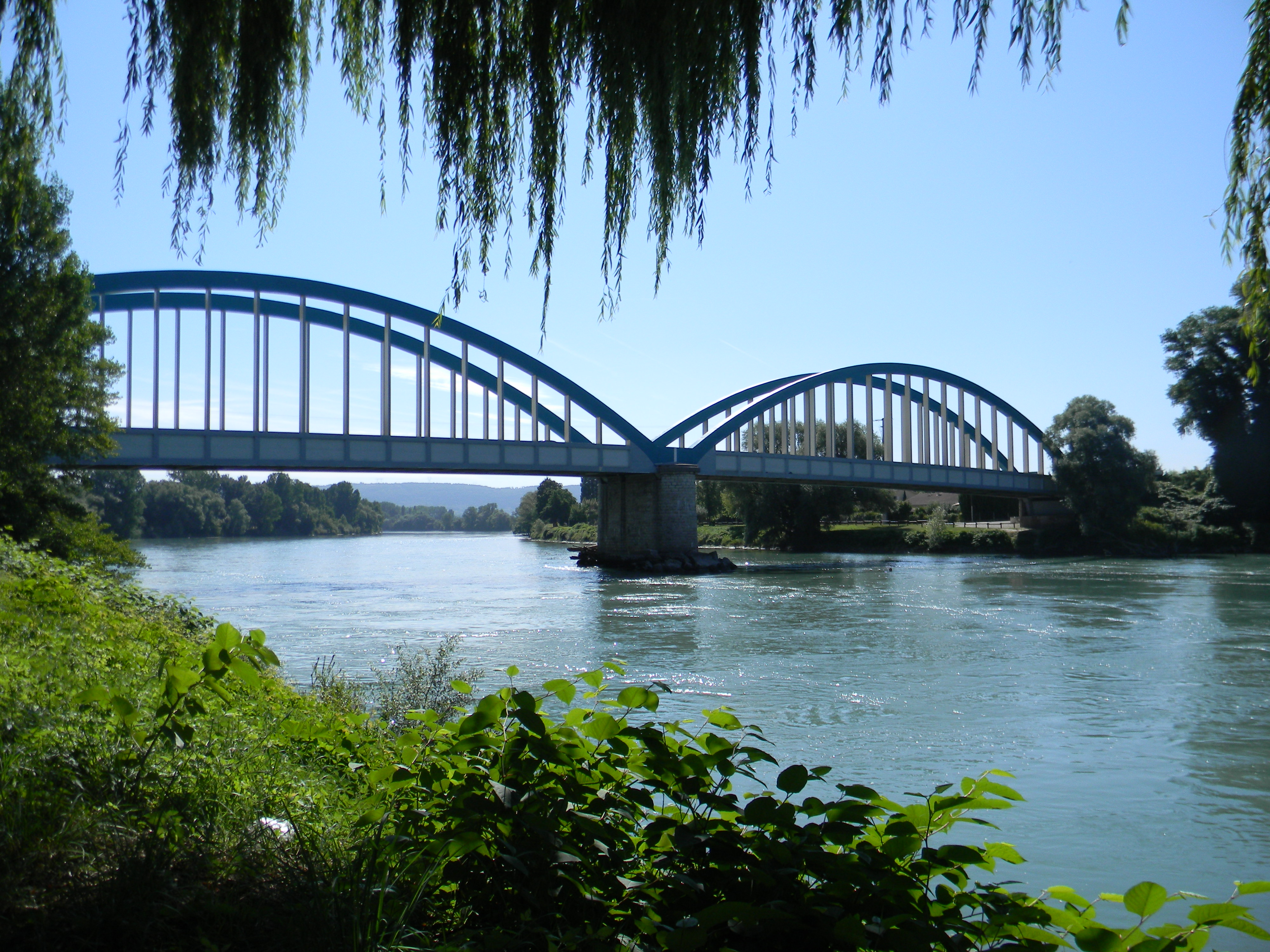
Мост через реку Рона